# Natalie Portman
Natalie Portman, pseudonimo di Neta-Lee Hershlag (in ebraico נטע-לי הֵרְשְׁלַג‎?; Gerusalemme, 9 giugno 1981), è un'attrice, produttrice cinematografica e attivista israeliana naturalizzata statunitense.
Il suo primo ruolo di attrice fu nel film d'azione francese del 1994 Léon. Negli anni novanta recita nei film Beautiful Girls, Mars Attacks!, La mia adorabile nemica. Nel 1999 si iscrive alla Harvard University per studiare psicologia e nel 2003 termina gli studi e ottiene la laurea. Nel 2001 partecipa alla produzione di Il gabbiano di Anton Čechov, al The Public Theater di New York al fianco di Meryl Streep, Kevin Kline e Philip Seymour Hoffman.
Tra il 1999 e il 2005 interpreta la regina Padmé Amidala nella trilogia prequel della saga di Guerre stellari. Nel 2005 vince il Golden Globe per la migliore attrice non protagonista, venendo candidata al Premio Oscar nella medesima categoria per Closer. Per interpretare Evey Hammond nel film V per Vendetta (2006) si rade la testa e assume un accento inglese. Ha in seguito recitato in L'ultimo inquisitore (2006) e L'altra donna del re (2008), mentre nel maggio 2008 ha fatto parte della giuria del 61º Festival di Cannes come membro più giovane.
Il cortometraggio Eve, suo debutto come regista, ha aperto il concorso dei cortometraggi alla 65ª edizione della Mostra internazionale d'arte cinematografica di Venezia. Nel 2011, per la sua interpretazione nell'acclamato film Il cigno nero, si è aggiudicata il suo secondo Golden Globe, un Critics' Choice Awards, uno Screen Actors Guild Award, un Premio BAFTA e il Premio Oscar nella sezione miglior attrice protagonista. Nel 2016 ha interpretato Jacqueline Kennedy nel film biografico Jackie, per il quale ha vinto il suo secondo Critics' Choice Awards e ha ricevuto la sua terza candidatura al Premio Oscar alla miglior attrice.

## Biografia

### Le origini
Figlia unica, Natalie Portman nasce a Gerusalemme il 9 giugno 1981 da Avner Hershlag, medico specialista della fertilità di origine polacca e moldava, e da Shelley Stevens, casalinga statunitense di Cincinnati, che successivamente le farà da agente. Il padre l'ha chiamata "Natalie" in onore della canzone omonima del cantante e compositore francese Gilbert Bécaud. All'età di tre anni si trasferisce con la famiglia a Washington e successivamente a Syosset, centro di 12.000 abitanti su Long Island (New York), dove si stabilisce definitivamente.

### Studi
Sempre in questa città, Portman frequenta la Syosset High School dove riscuote buoni voti soprattutto in matematica e dove si diploma nel 1999. La sua tesina finale, A Simple Method to Demonstrate the Enzymatic Production of Hydrogen from Sugar, firmata Natalie Hershlag accanto a Ian Hurley e Jonathan Woodward, fu pubblicata nell'Intel Science Talent Search.
Nel 2002 è stata co-autrice di uno studio sulla memoria intitolato Frontal lobe activation during object permanence: data from near-infrared spectroscopy.

### Carriera cinematografica

#### Gli inizi
Inizia a studiare danza all'età di sette anni. Inizia la carriera come modella, ma nel 1994 le viene offerta una parte da protagonista nel film Léon di Luc Besson. Quel film le frutterà altri lavori di recitazione (che svolgerà durante il periodo estivo, per non rinunciare a scuola e università). I film in cui appare in questo periodo sono Heat - La sfida (1995) di Michael Mann, con Al Pacino e Robert De Niro, Tutti dicono I Love You (1996) di Woody Allen, con Edward Norton e Drew Barrymore, e Mars Attacks! (1996) di Tim Burton, con Jack Nicholson e Glenn Close.
È un'attrice attenta alla scelta delle parti che interpreta, per questa ragione ha rifiutato alcuni ruoli quali Wendy in Tempesta di ghiaccio (1997) di Ang Lee (poi affidata a Christina Ricci) e Lolita in Lolita (1997) di Adrian Lyne. Dopo aver iniziato le riprese, venne sostituita durante le riprese di Romeo + Giulietta di William Shakespeare (1997) di Baz Luhrmann, poiché la differenza di età con Leonardo Di Caprio era troppo evidente, anche in virtù della sua giovane età, 14 anni, a fronte dei 21 anni dell'attore statunitense.

#### Gli studi e il teatro
Per quasi tre anni non appare più in alcun film, decidendo di dedicarsi pienamente allo studio ed al teatro. Nel 1998 lavora allo spettacolo teatrale Il diario di Anna Frank e perciò rifiuta una parte ne L'uomo che sussurrava ai cavalli (1998) di Robert Redford; in compenso, grazie allo spettacolo teatrale, guadagna una candidatura ai Tony Award. Successivamente, conclusa la scuola, si iscrive all'Università di Harvard per studiare psicologia e recitazione alla Stagedoor Manor Performing Arts Camp.

#### Il grande successo

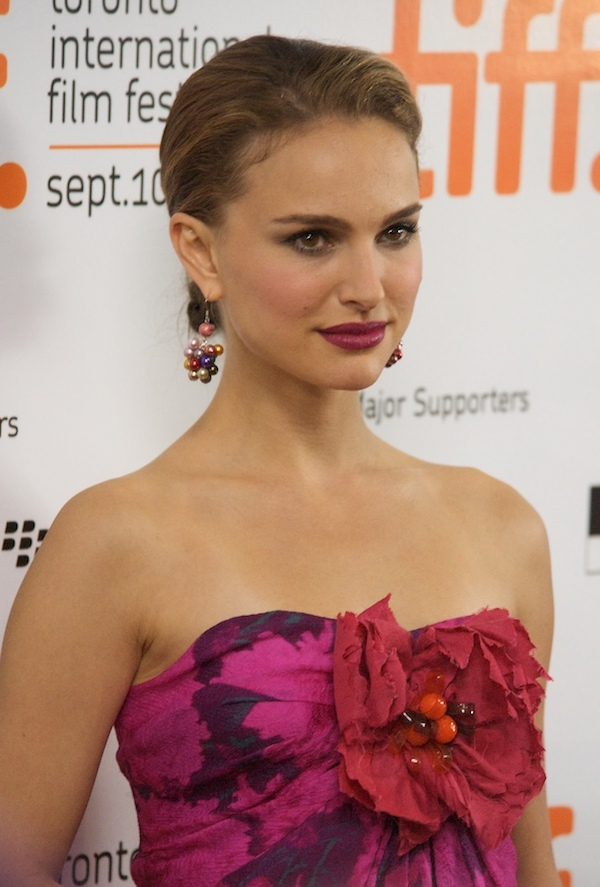
Natalie Portman nel 2009

Rientra nel mondo del cinema interpretando la regina Amidala in Star Wars - Episodio I - La minaccia fantasma (1999) di George Lucas, per il quale ottiene un immediato successo e, nello stesso anno, riceve la parte da protagonista in La mia adorabile nemica (1999) di Wayne Wang, in cui recita al fianco di Susan Sarandon. Prima delle riprese di La mia adorabile nemica, il regista le chiese di interpretare una scena di sesso ma lei si rifiutò, minacciando di andarsene. Fu l'intervento di Susan Sarandon, che minacciò pure lei di andarsene, che fece cambiare idea al regista. Nel 2000 è protagonista del film Qui dove batte il cuore diretto da Matt Williams con Ashley Judd, Stockard Channing e James Frain, nel quale interpreta il ruolo di Novalee; l'anno successivo partecipa con un cameo in Zoolander di Ben Stiller.
Nel 2002 continua con Star Wars - Episodio II - L'attacco dei cloni in cui interpreta la senatrice Amidala e nel 2003 si laurea in psicologia dopo essere comparsa in Ritorno a Cold Mountain. Nello stesso anno viene eletta ambasciatrice per l'infanzia per l'ONU. Continua ad avere successo apparendo in diversi film di buon livello, come La mia vita a Garden State (2004) di Zach Braff e Closer (2004), al fianco di Jude Law, Clive Owen e Julia Roberts, per cui guadagna un Golden Globe e una candidatura all'Oscar.
Conclude la saga di George Lucas con Star Wars - Episodio III - La vendetta dei Sith (2005). I suoi lavori successivi sono stati V per Vendetta di James McTeigue, tratto dal popolare fumetto di Alan Moore, e L'ultimo inquisitore, con Javier Bardem, in cui interpreta la musa ispiratrice del pittore spagnolo Francisco Goya. Nello stesso anno interpreta la parte di una ragazza israeliana in fuga da Gerusalemme nel film indipendente Free Zone, diretto dal regista Amos Gitai, in concorso al Festival di Cannes 2005, nella sezione Cinema dal Mondo. Nel 2007 interpreta, con Jason Schwartzman, Hotel Chevalier, prologo di 12 minuti del film Il treno per il Darjeeling di Wes Anderson. In Hotel Chevalier appare per la prima volta sullo schermo senza veli.
Nel 2008 partecipa alla commedia fantasy Mr. Magorium e la bottega delle meraviglie, al fianco di Dustin Hoffman, in Un bacio romantico - My Blueberry Nights di Wong Kar-wai, e in L'altra donna del re, film tratto dal romanzo di Philippa Gregory e presentato al Festival di Berlino, in cui interpreta il ruolo di Anna Bolena. Nel mese di maggio del 2008 viene invitata alla 61ª edizione del Festival di Cannes, questa volta come secondo membro della giuria, insieme a Sean Penn. Fa inoltre parte del cast all star della serie di corti New York, I Love You, uscito negli Stati Uniti nel 2009, che vede, tra gli altri anche il suo ex compagno di set in Guerre stellari, Hayden Christensen. Oltre a recitare in New York, I Love You, ha diretto e scritto uno dei corti; è da notare che l'attrice israeliana ha diretto anche un altro corto, Eve, che è stato presentato alla Mostra del Cinema di Venezia del 2008. Nel dicembre 2009 è nel cast di Brothers, di Jim Sheridan, al fianco di Tobey Maguire e Jake Gyllenhaal.
Nel 2010 ha partecipato alle riprese di Thor di Kenneth Branagh, tratto dal famoso fumetto, dove interpreta Jane Foster; al suo fianco Anthony Hopkins, Chris Hemsworth, Ray Stevenson, Idris Elba e Tadanobu Asano. Sempre nel 2010 viene presentato a Venezia Il cigno nero, in cui interpreta una ballerina di danza classica che deve modificare la sua tecnica ed il suo stesso carattere al fine di poter ballare in Il lago dei cigni. Per prepararsi al ruolo l'attrice si sottopose ad una ferrea dieta, perdendo oltre 6 Kg, e prese per un anno e mezzo lezioni di danza classica, anche se le coreografie più complesse furono realizzate da una ballerina professionista. Grazie a questa interpretazione ai Premi Oscar 2011 vinse l'Academy Award come migliore attrice protagonista.

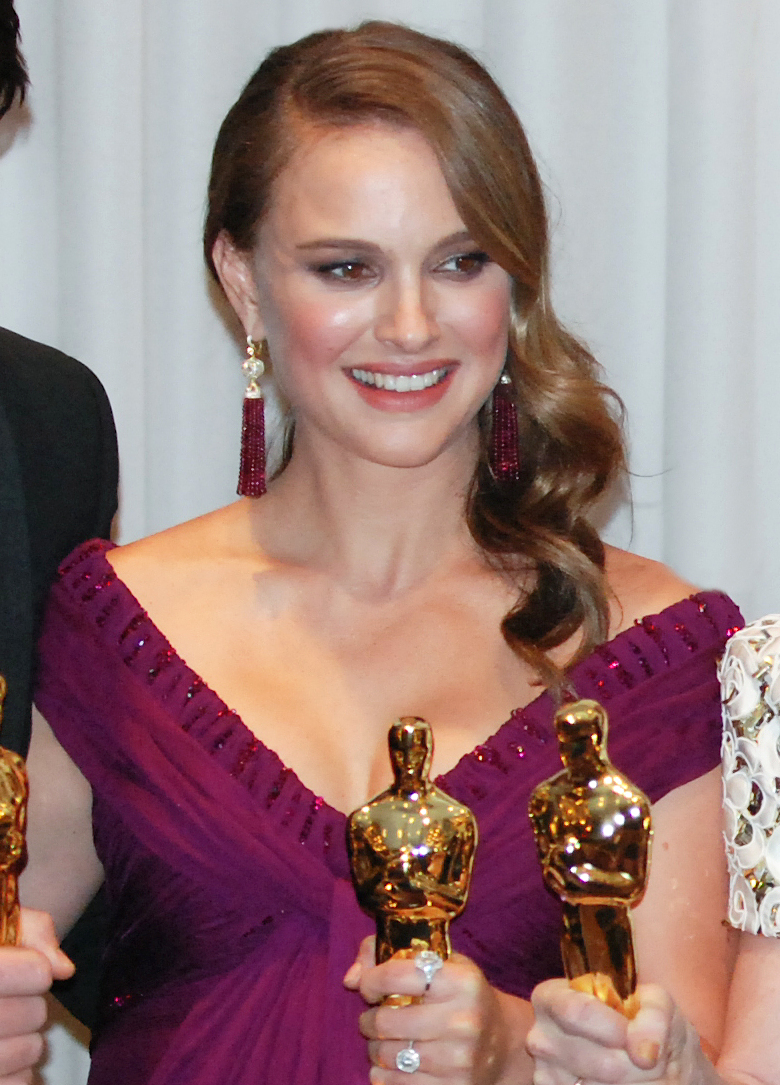
Natalie Portman ai Premi Oscar 2011

Dal 2011 è stata scelta come testimonial di alcuni cosmetici e del profumo Miss Dior Chérie della marca Dior. Appare nel videoclip del brano Dance Tonight di Paul McCartney, diretto da Michel Gondry e nel 2012 interpreta, insieme a Johnny Depp, nel linguaggio dei segni il videoclip My Valentine di Paul McCartney tratto dall'album Kisses on the Bottom.
Nel 2013 riveste nuovamente i panni di Jane Foster in Thor: The Dark World al fianco di Chris Hemsworth, gira due pellicole per la regia di Terrence Malick e il western Jane Got a Gun. Inoltre viene annunciato che a gennaio 2014 inizieranno le riprese dell'adattamento cinematografico dell'autobiografia dello scrittore israeliano Amos Oz Una storia di amore e di tenebra, di cui Portman sarà interprete nel ruolo della tormentata madre dello scrittore, sceneggiatrice e regista. La pellicola intitolata Sognare è vivere è stata presentata al Festival di Cannes 2015, e oltre ad essere interpretata da Portman, è stata da lei anche diretta e prodotta. Nel 2014 la rivista Forbes la nomina nona attrice più pagata al mondo con un guadagno di 13 milioni di dollari.
Nel 2016 è protagonista del biopic Jackie, diretto da Pablo Larraín. La pellicola, in cui interpreta Jackie Kennedy, narra i giorni successivi dall'omicidio del Presidente John Fitzgerald Kennedy, ed è stata presentata in concorso alla 73ª Mostra internazionale d'arte cinematografica di Venezia. Sempre al Festival di Venezia, ma questa volta fuori concorso, viene presentata la pellicola Planetarium, dove recita accanto a Lily-Rose Depp.
Nel marzo 2017 è nelle sale cinematografiche americane con il film Song to Song, diretto da Terrence Malick, dove è nel cast insieme a Ryan Gosling, Michael Fassbender e Rooney Mara. Le riprese del film sono avvenute nel 2012, mentre in Italia è stato distribuito nelle sale cinematografiche nel maggio 2017. L'anno successivo presenta in concorso alla 75ª Mostra internazionale d'arte cinematografica di Venezia la pellicola diretta da Brady Corbet, Vox Lux dove, in sostituzione di Rooney Mara, interpreta una pop star. Nello stesso anno è nel cast del drammatico La mia vita con John F. Donovan, presentato in anteprima mondiale al Toronto International Film Festival il 10 settembre 2018. Inoltre, veste i panni della protagonista Lena nel film Annientamento.
Nel 2019 è protagonista del drammatico Lucy in the Sky nel ruolo di Lucy Cola, un'ex astronauta che una volta tornata sulla terra, dopo una missione spaziale, inizia a perdere il contatto con la realtà. Il film è ispirato alla vera storia dell'astronauta Lisa Nowak.
Il luglio seguente, viene annunciato il ritorno dell'attrice nel ruolo di Jane Foster, in Thor: Love and Thunder, dove diventerà la Potente Thor e per il ruolo si è allenata mettendo su bicipiti e addominali.

## Vita privata

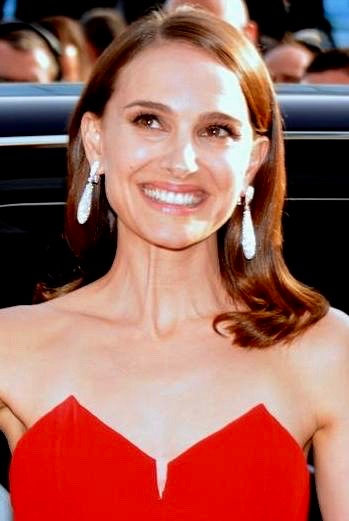
Natalie Portman nel 2015

Nell'edizione di maggio 2002 della rivista Vogue, Natalie Portman definì l'attore e musicista Lukas Haas e il musicista Moby come le persone a lei più vicine.
Dal 2003 al 2004 e di nuovo nel 2007 ha frequentato l'attore messicano Gael García Bernal. Dopo aver partecipato al video della sua canzone Carmencita, iniziò una relazione con il cantante folk Devendra Banhart, finita nel settembre 2008.
È stata vegetariana per vent'anni, diventando successivamente vegana a seguito della lettura del libro Se niente importa di Jonathan Safran Foer. Non mangia né carne animale, né prodotti derivati e tantomeno veste abiti di cuoio, piume, lana o pelliccia. "Tutte le mie scarpe sono prodotte dalla Target o da Stella McCartney". Nel 2007 ha lanciato il suo marchio di scarpe, che non prevede i materiali sopracitati.
Parla correntemente l'ebraico e l'inglese, conosce il francese, il tedesco, il giapponese e da alcuni anni si dedica allo studio dell'arabo.
Nel tardo 2009, sul set de Il cigno nero, conosce il ballerino e coreografo Benjamin Millepied. Nel dicembre 2010, Portman confermò il loro fidanzamento e la sua gravidanza. La coppia ha due figli nati nel 2011 e nel 2017. I due si sono sposati il 4 agosto 2012, con una cerimonia di rito ebraico, a Big Sur, in California. La coppia si separa nel 2023 e finalizza il divorzio nel 2024.

## Cause politiche e sociali

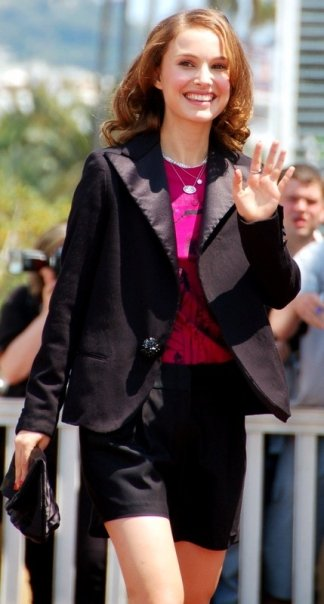
Natalie Portman al Festival di Cannes 2008

Natalie Portman è una sostenitrice dei diritti degli animali. Nel 2007 ha viaggiato in Ruanda con Jack Hanna per le riprese del documentario Gorillas on the Brink. Qualche tempo dopo, ad una naming ceremony (una sorta di battesimo laico), Natalie ha battezzato un gorilla dandogli il nome di "Gukina", che significa "giocare". È ambientalista sin dall'infanzia, quando è entrata nella "World Patrol Kids", una compagnia teatrale composta da ambientalisti. È anche membro del movimento OneVoice.
Sostiene anche attività contro la fame nel mondo e la povertà. Tra il 2004 e il 2005 ha viaggiato in Uganda, Guatemala e Ecuador come Ambasciatrice della Speranza per la FINCA International, un'organizzazione che promuove il microcredito per aiutare le aziende possedute da donne nei paesi in via di sviluppo. In un'intervista condotta nel backstage del concerto Live 8 a Filadelfia e nell'apparizione al programma Foreign Exchange della PBS ha discusso di microfinanza. Il conduttore Fareed Zakaria ha affermato di essere "generalmente diffidente delle celebrità che sostengono cause alla moda", ma ha incluso la parte con Portman perché l'attrice "sa di cosa parla".
Nella sezione "Voices" dell'episodio del 29 aprile 2007 del programma della ABC This week, Natalie ha parlato del suo lavoro con la FINCA e di come aiuta bambini nei paesi del Terzo mondo. Nell'autunno 2007 ha visitato molte università, tra cui Harvard, l'Università della California del Sud, l'Università della California a Los Angeles, Berkeley, Stanford, Princeton, la New York University e la Columbia, per ispirare gli studenti alla filosofia della microfinanza e per incoraggiarli a unirsi alla Village Banking Campaign della FINCA per aiutare famiglie e comunità a uscire dalla povertà.
Per il suo attivismo e per la sua popolarità tra i giovani, nel 2010 ha ottenuto una nomination ai Do Something Awards della VH1, creati per onorare persone che fanno del bene. Natalie Portman sostiene il Partito Democratico degli Stati Uniti d'America e nelle elezioni presidenziali del 2004 ha fatto una campagna in favore del candidato democratico, il senatore John Kerry. Nelle elezioni del 2008, ha sostenuto la senatrice Hillary Clinton alle primarie, per poi attivarsi a favore del candidato democratico Barack Obama.
Tuttavia, in un'intervista del 2008 ha dichiarato: «Mi piace anche John McCain. Non sono d'accordo con la sua presa di posizione sulla guerra – che è un grosso affare, ma penso che sia una persona onesta.» Insieme all'ex marito Benjamin Millepied si dichiara favorevole ai diritti gay e al matrimonio tra persone dello stesso sesso.
Il 16 gennaio 2018 partecipa alla "marcia delle donne" (Women's March) di Los Angeles, dedicata al Movimento Me Too. Parlando sul palco, rivela di avere fatto l'esperienza di "terrorismo sessuale" all'età di 13 anni quando, dopo avere recitato nel film Léon, ricevette una lettera di un uomo che le confidava di avere fantasie di stupro su di lei. Nel discorso, Natalie sottolinea che i continui commenti sul suo corpo in crescita e il "conto alla rovescia" organizzato da una radio per festeggiare i suoi 18 anni l'hanno fatta sentire in pericolo, spingendola a ridefinire profondamente la sua immagine pubblica e a crearsi una reputazione da precoce intellettuale bigotta.
Il 20 aprile 2018 Natalie Portman ha annunciato di rifiutare il Premio Genesis, quello che viene definito il "Nobel di Israele", proprio a causa della reazione decisa da Israele alla mobilitazione di Hamas al confine di Gaza, con varie decine di palestinesi uccisi dall'esercito mentre provavano a oltrepassare oppure soltanto ad avvicinarsi alla recinzione. La cerimonia di consegna del premio Genesis era prevista per il giugno 2018 ed è stata cancellata; il ministro della Cultura Miri Regev (una "pasdaran" del Likud vicina a Bibi Netanyahu) ha detto che l'attrice "ha ceduto alle pressioni del BDS", il movimento internazionale che chiede il boicottaggio e sanzioni contro Israele. Secondo l'organizzazione del premio Genesis, Portman ha fatto sapere che proprio per i recenti avvenimenti in Israele "non si sente a suo agio a partecipare ad alcun evento pubblico in Israele" e che per questo "non può in tutta coscienza andare avanti con la cerimonia".
Nel 2019 visita i bambini malati di sclerosi laterale amiotrofica presso l'ospedale pediatrico di Los Angeles, essendo testimonial della campagna Literally Healing che sostiene i bambini affetti da tale malattia.

## Filmografia

### Attrice

#### Cinema
- Léon, regia di Luc Besson (1994)
- Heat - La sfida (Heat), regia di Michael Mann (1995)
- Beautiful Girls, regia di Ted Demme (1996)
- Tutti dicono I Love You (Everyone Says I Love You), regia di Woody Allen (1996)
- Mars Attacks!, regia di Tim Burton (1996)
- Star Wars - Episodio I - La minaccia fantasma (Star Wars: Episode I - The Phantom Menace), regia di George Lucas (1999)
- La mia adorabile nemica (Anywhere but Here), regia di Wayne Wang (1999)
- Qui dove batte il cuore (Where the Heart Is), regia di Matt Williams (2000)
- Zoolander, regia di Ben Stiller (2001) - cameo
- Star Wars - Episodio II - L'attacco dei cloni (Star Wars: Episode II - Attack of the Clones), regia di George Lucas (2002)
- Ritorno a Cold Mountain (Cold Mountain), regia di Anthony Minghella (2003)
- La mia vita a Garden State (Garden State), regia di Zach Braff (2004)
- Closer, regia di Mike Nichols (2004)
- Free Zone, regia di Amos Gitai (2005)
- Star Wars - Episodio III - La vendetta dei Sith (Star Wars: Episode III - Revenge of the Sith), regia di George Lucas (2005)
- V per Vendetta (V for Vendetta), regia di James McTeigue (2005)
- Domino One, regia di Nick Louvel (2005)
- Faubourg Saint-Denis (X arrondissement), episodio di Paris, je t'aime, regia di Tom Tykwer (2005)
- L'ultimo inquisitore (Goya's Ghosts), regia di Miloš Forman (2006)
- Un bacio romantico - My Blueberry Nights (My Blueberry Nights), regia di Wong Kar-wai (2007)
- Il treno per il Darjeeling (The Darjeeling Limited), regia di Wes Anderson (2007) - cameo
- Mr. Magorium e la bottega delle meraviglie (Mr. Magorium's Wonder Emporium), regia di Zach Helm (2007)
- L'altra donna del re (The Other Boleyn Girl), regia di Justin Chadwick (2008)
- L'amore e altri luoghi impossibili (Love and Other Impossible Pursuits), regia di Don Roos (2009)
- Brothers, regia di Jim Sheridan (2009)
- Mira Nair, episodio di New York, I Love You, regia di Mira Nair (2009)
- Il cigno nero (Black Swan), regia di Darren Aronofsky (2010)
- Joaquin Phoenix - Io sono qui! (I'm Still Here), regia di Casey Affleck (2010)
- Hesher è stato qui (Hesher), regia di Spencer Susser (2010)
- Sua Maestà (Your Highness), regia di David Gordon Green (2011)
- Amici, amanti e... (No Strings Attached), regia di Ivan Reitman (2011)
- Thor, regia di Kenneth Branagh (2011)
- Thor: The Dark World, regia di Alan Taylor (2013)
- Knight of Cups, regia di Terrence Malick (2015)
- Sognare è vivere (A Tale of Love and Darkness), regia di Natalie Portman (2015)
- Bastardi insensibili (The Heyday of the Insensitive Bastards), registi vari (2015)
- Jane Got a Gun, regia di Gavin O'Connor (2016)
- Jackie, regia di Pablo Larraín (2016)
- Planetarium, regia di Rebecca Zlotowski (2016)
- Song to Song, regia di Terrence Malick (2017)
- Annientamento (Annihilation), regia di Alex Garland (2018)
- Vox Lux, regia di Brady Corbet (2018)
- La mia vita con John F. Donovan (The Death and Life of John F. Donovan), regia di Xavier Dolan (2018)
- Lucy in the Sky, regia di Noah Hawley (2019)
- Avengers: Endgame, regia di Anthony e Joe Russo (2019) - cameo
- Thor: Love and Thunder, regia di Taika Waititi (2022)
- May December, regia di Todd Haynes (2023)
- Fountain of Youth - L'eterna giovinezza (Fountain of Youth), regia di Guy Ritchie (2025)

#### Televisione
- Sesamo apriti – serie TV, 1 episodio (2004)
- I Simpson – serie TV, 2 episodi (2007-2012)
- Angie Tribeca – serie TV, 1 episodio (2017)
- La donna del lago (Lady in the Lake) – miniserie TV (2024)

#### Cortometraggi
- True, regia di Tom Tykwer (2004)
- Hotel Chevalier, regia di Wes Anderson (2007)
- Illusions & Mirrors, regia di Shirin Neshat (2013)

#### Videoclip
- Dance Tonight - di Paul McCartney (2007)
- Carmensita - di Devendra Banhart (2008)
- My Valentine - di Paul McCartney (2012)
- My Willing Heart - di James Blake (2017)
- Wrapped Up - di Natalie Portman (2018)[69]

### Regista e sceneggiatrice
- Eve - cortometraggio (2008)
- Natalie Portman, segmento di New York, I Love You (2009)
- Sognare è vivere (A Tale of Love and Darkness) (2015)
- Haute Saison - videoclip per ROB & Jack Lahana Feat. Gordon Tracks & Giorgio Poi

### Produttrice
- L'amore e altri luoghi impossibili (Love and Other Impossible Pursuits), regia di Don Roos (2009)
- Hesher è stato qui (Hesher), regia di Spencer Susser (2010)
- Sognare è vivere (A Tale of Love and Darkness), regia di Natalie Portman (2015)
- Jane Got a Gun, regia di Gavin O'Connor (2016)
- PPZ - Pride + Prejudice + Zombies (Pride and Prejudice and Zombies), regia di Burr Steers (2016)
- Vox Lux, regia di Brady Corbet (2018)
- May December, regia di Todd Haynes (2023)

## Teatro
- Il diario di Anna Frank di Frances Goodrich e Albert Hackett, regia di James Lapine. Music Box Theatre di Broadway (1997)
- Il gabbiano di Anton Čechov, regia di Mike Nichols. Delacorte Theater di New York (2001)

## Riconoscimenti
Natalie Portman ha ricevuto 2 candidature ai premi Oscar, vincendone uno come miglior attrice protagonista per Il cigno nero. Ha inoltre vinto due Golden Globe e un BAFTA ed è stata candidata a molti dei premi cinematografici più prestigiosi.

## Doppiatrici italiane
Nelle versioni in italiano delle opere in cui ha recitato, Natalie Portman è stata doppiata da:
- Federica De Bortoli in Heat - La sfida, Star Wars - Episodio I - La minaccia fantasma, Star Wars - Episodio II - L'attacco dei cloni, La mia vita a Garden State, Star Wars - Episodio III - La vendetta dei Sith, Hotel Chevalier, L'amore e altri luoghi impossibili, New York, I Love You, Il cigno nero, Hesher è stato qui, Sua Maestà, Knight of Cups, Sognare è vivere, Jane Got a Gun, Jackie, Angie Tribeca, Song to Song, Annientamento, Vox Lux, La mia vita con John F. Donovan, Lucy in the Sky, May December, La donna del lago, Fountain of Youth - L'eterna giovinezza
- Valentina Mari in Léon, Tutti dicono I Love You, Mars Attacks!, Qui dove batte il cuore, Ritorno a Cold Mountain, L'altra donna del re, Amici, amanti e..., Thor, Thor: The Dark World, Planetarium, Avengers: Endgame, Thor: Love and Thunder
- Ilaria Stagni in Closer, L'ultimo inquisitore, Mr. Magorium e la bottega delle meraviglie
- Connie Bismuto in V per Vendetta, Brothers
- Federica Bomba in Beautiful Girls
- Myriam Catania in La mia adorabile nemica
- Barbara De Bortoli in Un bacio romantico - My Blueberry Nights
- Virginia Brunetti in Beautiful Girls (ridoppiaggio)

Da doppiatrice è sostituita da:
- Francesca Manicone in I Simpson
- Cristiana Capotondi in Echo il delfino
- Valentina Mari in What If...?